# Tissemsilt (provins)

Tissemsilts provins i Algeriet

Tissemsilt (arabiska: ولاية تسمسيلت) är en provins (wilaya) i norra Algeriet. Provinsen har 296 366 invånare (2008). Tissemsilt är huvudort.

## Administrativ indelning
Provinsen är indelad i 8 distrikt (daïras) och 22 kommuner (baladiyahs).